# Herzjagen
Herzjagen ist ein österreichischer Spielfilm aus dem Jahr 2019 von Elisabeth Scharang mit Martina Gedeck und Rainer Wöss. Das Drehbuch basiert auf dem Roman Herznovelle von Julya Rabinowich. Die Premiere erfolgte am 1. Juli 2019 im Rahmen des Filmfests München in der Reihe Neues Deutsches Fernsehen. Ende August 2019 wurde der Film am Festival des deutschen Films gezeigt. Die Erstausstrahlung im ORF erfolgte am 13. November 2019. Im Ersten wurde der Film am 17. Juni 2020 erstmals gezeigt.

## Handlung
Caroline Binder ist eine Perfektionistin, die ein schönes Zuhause hat und mit ihrem liebevollen Ehemann Sebastian eine glückliche Ehe führt. Allerdings leidet sie unter einer chronischen Herzinsuffizienz. Gemeinsam mit ihrem Mann hat sie ihr Leben rund um ihren angeborenen Herzfehler eingerichtet. Herzspezialist Dr. Paul Hoffmann schlägt ihr eines Tages einen chirurgischen Eingriff vor, von dem er sich eine vollständige Genesung verspricht. Die Operation verläuft gut, Dr. Hoffmann kann sein Versprechen einlösen und Caroline gilt als gesund.
Einem sorglosen Leben steht eigentlich nichts mehr im Wege. Aber Caroline ist nicht glücklich, der Abschied von ihrem bisherigen Leben ohne jede Aufregung und Verantwortung und im Schongang scheint ihr nicht zu gelingen. Sie wird launisch, irrational und unberechenbar und wendet sich nach einer Panikattacke und Herzrasen erneut an Dr. Hoffmann. Der verweist sie an seine Kollegin, die Psychiaterin Dr. Erika Pielach. Diese versucht Caroline davon zu überzeugen, dass das Leben lebenswert ist und sie ihr Glück selbst in der Hand hat. Nachdem sich Dr. Pielach aufgrund einer Krebserkrankung im Endstadium vom Dach des Krankenhauses stürzt und stirbt, nimmt Caroline ihr Leben wieder selbst in die Hand und beginnt wieder in ihrem ursprünglichen Beruf als Architektin zu arbeiten.

## Produktion
Die Dreharbeiten fanden vom 28. Mai bis zum 28. Juni 2018 in Wien statt. Produziert wurde der Film von der Lotus Film, beteiligt waren der Österreichische und der Bayerische Rundfunk, unterstützt wurde die Produktion vom Fernsehfonds Austria und dem Filmfonds Wien.
Für den Ton zeichnete William Edouard Franck verantwortlich, für das Szenenbild Hannes Salat, für die Kostüme Veronika Albert, für die Maske Katharina Erfmann und für das Casting Lisa Oláh. Die Schriftstellerin Julya Rabinowich, deren Roman Herznovelle als Vorlage für das Drehbuch diente, hat im Film einen Cameo-Auftritt.

## Rezeption
Thomas Gehringer von tittelbach.tv bezeichnete den Film als visuell ausdrucksstarke Verfilmung der Novelle von Julya Rabinowich. Dass Besessenheit, Weltschmerz und Selbstmitleid der Hauptfigur Caroline Binder nicht anstrengend würden, liege an Gedecks Schauspielkunst, Scharangs einfühlsamer Regie und der unheilbar an Krebs erkrankten Psychiaterin. Herzjagen sei ein berührender, poetischer Film über die Angst vor dem Tod und den Wert des Lebens.
Wilfried Geldner schrieb im Weser Kurier, dass Herzjagen zweifellos ein Schauspielerfilm sei. Die Protagonistin Caroline Binder entwickle sich zu einem Zustand zunehmender Entfremdung, der den Zuschauer ebenso wie die Hauptfigur im Film selbst gleichermaßen verstöre. Regisseurin Scharang greife dabei vielfach zu Symbolen. Dabei werde immer wieder ein Wechsel der Genres gewagt. Es gebe Szenen von komischer Leichtigkeit, ein anderes Mal scheine alles auf einen Psychothriller hinauszulaufen. Für Erdung sorgten Carolines Angehörige, deren Ahnungslosigkeit sei volksstückhaft komisch eingestreut. Alles das werde in ausdauernd schönen Kinobildern von einer gleitenden Kamera eingefangen.
Gabriele Schoder nannte Herzjagen in der Badischen Zeitung einen im besten Sinne typisch österreichischen Film. Elisabeth Scharang habe viel Sinn für die dunklen Seiten der Conditio Humana, für Verstörung, Irritation und den Verlust aller Sicherheiten. Scharang und Kameramann Jörg Widmer fänden betörende Bilder zwischen Burleske und Psychothriller. Martina Gedeck sei schlichtweg fantastisch. Das subtile Spiel von Gedeck und Ruth Brauer-Kvam mache den Film zu einem sehenswerten Drama über Lebenslust und Todesfurcht, über Verantwortung und Mut und die Angst als überbewertetes Gefühl.
Judith v. Sternburg schrieb in der Frankfurter Rundschau, dass im guten Ausgang etwas Galliges läge, was daran erinnere, dass der Blick der österreichischen Kunst auf die Welt oft etwas durchtriebener sei. Scharang unterscheide scharf zwischen existenziellen und nichtexistenziellen Problemen. Caroline begreife nicht, dass ihr Problem nicht mehr existenziell ist. Dazu einige Sentenzen, die sich zum Hinter-die-Ohren-Schreiben eignen würden.

## Auszeichnungen und Nominierungen
Thomas-Pluch-Drehbuchpreis 2020
- Nominierung für den Hauptpreis und den Spezialpreis der Jury (Elisabeth Scharang)